# Roadhouse Blues
«Roadhouse Blues» (с англ. — «Блюз придорожной закусочной») — заглавная песня пятого студийного альбома Morrison Hotel американской рок-группы The Doors. Песня пропитана философией нигилизма, вызванного неизбежным приближением смерти.

## Релиз
Альбом вышел 1 февраля 1970 года, а в марте того же года фирма Elektra издала и сингл с этого альбома «You Make Me Real/ Roadhouse Blues».
Но после успеха песни «Elektra» выпустила в том же году в Европе аж три варианта синглов, поставив песню на сторону А: Roadhouse Blues/Blue Sunday — в Англии, Roadhouse Blues/Waiting For The Sun — во Франции и Roadhouse Blues/Land Ho! — в Италии.
Американский сингл достиг только 50 места в чарте «Billboard Hot 100»  из-за неудачного выбора стороны А, но Roadhouse Blues стал визитной карточкой группы на всех её многочисленных выступлениях. Концертная версия песни помещена на альбоме An American Prayer (Американская молитва, 1978), изданном после распада группы. Эта же версия, которую рок-обозреватель Джек Фини назвал «возможно, одно из лучших „живых“ исполнений вообще», попала и на другие альбомы The Doors — Greatest Hits (1980) и In Concert (1991).
Песня также дважды звучала в биографическом фильме The Doors (1991) Оливера Стоуна — студийная версия в середине ленты и «живая» в заключительных титрах.

## Запись в студии
Запись песни заняла два дня (4 и 5 ноября 1969 года). Продюсер Пол Ротшильд старался добиться полного совершенства. Во время ремастеринга несколько проб с этих сессий были включены в обновлённый альбом 2006 года. На них можно услышать, как он настраивал гитариста Робби Кригера: «Мы идём в придорожную закусочную, Робби, а не в ванную!»
При этом странно, что он не комментировал Джима Моррисона, который, по словам звукоинженера Брюса Ботника, был явно подшофе, «входя в образ блюзового певца» и пропуская некоторые слова из текста.
Основная работа началась на второй день, когда к The Doors присоединились штатный гитарист «Электры» Лонни Мак — на басе и бывший гитарист популярной группы The Lovin' Spoonful Джон Себастиан (под псевдонимом G. Puglese) — на гармонике. Клавишник Рэй Манзарек пересел от своего электрического «Вурлитцера» за обычный рояль. Интересно, что Лонни Мак несколько раз брал гитару Робби Кригера, чтобы развить некоторые блюзовые линии, и именно ему Моррисон кричит: «Do it, Lonnie! Do it!», хотя часто это неверно цитируют, как обращение к Робби Кригеру. Впоследствии Кригер позаимствовал эти блюзовые ходы Лонни Мака.
До сих пор неизвестно, которая из проб вошла в альбом.

## Участники записи

### Музыканты
- Джим Моррисон — вокал
- Рэй Манзарек — клавишные
- Робби Кригер — гитара
- Джон Денсмор — ударные
- Лонни Мак[англ.] — бас, гитара.
- Джон Себастиан[англ.] — гармоника.

### Запись
- Пол Ротшильд — продюсер
- Брюс Ботник[англ.] — звукоинженер

## Кавер-версии
- Британская рок-группа Status Quo исполняла эту энергичную композицию The Doors на своём турне по Германии 1970 года. Она быстро закрепилась в их сет-листе, а позже вышла на альбоме группы Piledriver (1972) и «живом» двойнике Live! (1977).
- Американский состав Blue Öyster Cult представил песню на своём «живом» двойном альбоме Extraterrestrial Live (1982), причём Робби Кригер присоединился к группе на сцене в этой версии.
- Кригер также исполнял эту композицию с пост-гранж-группой Creed на фестивале «Вудсток 1999» (в том же году эта версия стала бонусом к мультиплатиновому альбому Creed — Human Clay), а в начале 1990-х играл её с Эриком Бардоном (который постоянно исполнял её на своих концертах, а в 1993 году издал live-версию песни совместно с Brian Auger Band на альбоме Access All Areas), а также с калифорнийской группой Stone Temple Pilots на фестивале House of Blues в 2000 году.
- Известны также каверы песни от канадской группы Mahogany Rush на альбоме What's Next (1980), американской индстриал-метал-группы Ministry на её последнем альбоме The Last Sucker (2007), британская группа Frankie Goes to Hollywood записала песню на своём тройном сингле Rage Hard (1986), наконец Элки Брукс, бывшая певица английской ритм- энд-блюз команды Vinegar Joe, поместила её на своём сольном альбоме Electric Lady (2005).
- Канадская группа The Jeff Healey Band исполнила песню в фильме «Дом у дороги».
- Шведская группа Imperiet исполняла песню на своих концертах в середине 80-х и включила её в живой альбом 2:a Augusti 1985[2].
- Британская группа Deep Purple выпустила кавер в своём альбоме Infinite 2017 года.